# Canton de Marmande-1
Le canton de Marmande-1 est une circonscription électorale française du département de Lot-et-Garonne.

## Histoire
Un nouveau découpage territorial de Lot-et-Garonne entre en vigueur à l'occasion des élections départementales de 2015. Il est défini par le décret du 26 février 2014, en application des lois du 17 mai 2013 (loi organique no 2013-402 et loi no  2013-403). Les conseillers départementaux sont, à compter de ces élections, élus au scrutin majoritaire binominal mixte. Les électeurs de chaque canton élisent au Conseil départemental, nouvelle appellation du Conseil général, deux membres de sexe différent, qui se présentent en binôme de candidats. Les conseillers départementaux sont élus pour 6 ans au scrutin binominal majoritaire à deux tours, l'accès au second tour nécessitant 12,5 % des inscrits au premier tour. En outre la totalité des conseillers départementaux est renouvelée. Ce nouveau mode de scrutin nécessite un redécoupage des cantons dont le nombre est divisé par deux avec arrondi à l'unité impaire supérieure si ce nombre n'est pas entier impair, assorti de conditions de seuils minimaux. En Lot-et-Garonne, le nombre de cantons passe ainsi de 40 à 21.
Le canton de Marmande-1 est formé d'une fraction de Marmande et de communes des anciens cantons de Marmande-Ouest (2 communes) et de Meilhan-sur-Garonne (7 communes). Il est entièrement inclus dans l'arrondissement de Marmande. Le bureau centralisateur est situé à Marmande.

## Représentation
| Période élective | Période élective | Mandat | Mandat   | Identité       | Nuance | Nuance | Qualité                                                                                                  |
| ---------------- | ---------------- | ------ | -------- | -------------- | ------ | ------ | --- |
| 2015             | 2021             | 2015   | 2021     | Joël Hocquelet |        | PS     | Médecin généraliste, maire de Marmande Ancien conseiller général du Canton de Marmande-Ouest (2008-2015) |
| 2015             | 2021             | 2015   | 2021     | Émilie Maillou |        | PS     | Monitrice-éducatrice, conseillère municipale de Meilhan-sur-Garonne                                      |
| 2021             | 2028             | 2021   | en cours | Joël Hocquelet |        | PS     | Médecin généraliste, maire de Marmande, Vice-président chargé de l’Agriculture, et de la forêt           |
| 2021             | 2028             | 2021   | en cours | Emilie Maillou |        | PS     | Monitrice-éducatrice, conseillère municipale de Meilhan-sur-Garonne                                      |

### Résultats détaillés

#### Élections de mars 2015
À l'issue du premier tour des élections départementales de 2015, trois binômes sont en ballottage : Gilles Lagaüzere et Laurence Valay (DVD, 32,28 %), Joël Hocquelet et Émilie Maillou (PS, 31,8 %) et Cédric Da Ros et Viviane Meyer (FN, 27,01 %). Le taux de participation est de 55,12 % (7 325 votants sur 13 289 inscrits) contre 57,81 % au niveau départemental et 50,17 % au niveau national.
Au second tour, Joël Hocquelet et Émilie Maillou (PS) sont élus avec 38,12 % des suffrages exprimés et un taux de participation de 59,34 % (2 883 voix pour 7 884 votants et 13 287 inscrits).

#### Élections de juin 2021
Le premier tour des élections départementales de 2021 est marqué par un très faible taux de participation (33,26 % au niveau national). Dans le canton de Marmande-1, ce taux de participation est de 34,79 % (4 705 votants sur 13 525 inscrits) contre 39,29 % au niveau départemental. À l'issue de ce premier tour, deux binômes sont en ballottage : Joël Hocquelet et Emilie Maillou (PS, 43,66 %) et Gilles Lagaüzere et Valérie Perali (Union au centre et à droite, 27,17 %).
Le second tour des élections est marqué une nouvelle fois par une abstention massive équivalente au premier tour. Les taux de participation sont de 34,36 % au niveau national, 41,08 % dans le département et 37,79 % dans le canton de Marmande-1. Joël Hocquelet et Emilie Maillou (PS) sont élus avec 53,72 % des suffrages exprimés (2 517 voix pour 5 114 votants et 13 534 inscrits),,.

## Composition
| Nom                              | Code Insee | Intercommunalité                | Superficie (km2) | Population (dernière pop. légale)               | Densité (hab./km2) | Modifier                                    |
| -------------------------------- | ---------- | ------------------------------- | ---------------- | ----------------------------------------------- | ------------------ | ------------------------------------------- |
| Marmande (bureau centralisateur) | 47157      | CA Val de Garonne Agglomération | 45,06            | Fraction : 8 517 (2022) Commune : 17 361 (2022) | 385                | modifier les données · modifier les données |
| Beaupuy                          | 47024      | CA Val de Garonne Agglomération | 8,17             | 1 678 (2022)                                    | 205                | modifier les données · modifier les données |
| Cocumont                         | 47068      | CA Val de Garonne Agglomération | 25,44            | 1 110 (2022)                                    | 44                 | modifier les données · modifier les données |
| Couthures-sur-Garonne            | 47074      | CA Val de Garonne Agglomération | 6,98             | 366 (2022)                                      | 52                 | modifier les données · modifier les données |
| Gaujac                           | 47108      | CA Val de Garonne Agglomération | 7,33             | 241 (2022)                                      | 33                 | modifier les données · modifier les données |
| Marcellus                        | 47156      | CA Val de Garonne Agglomération | 11,77            | 874 (2022)                                      | 74                 | modifier les données · modifier les données |
| Meilhan-sur-Garonne              | 47165      | CA Val de Garonne Agglomération | 28,62            | 1 330 (2022)                                    | 46                 | modifier les données · modifier les données |
| Montpouillan                     | 47191      | CA Val de Garonne Agglomération | 12,07            | 817 (2022)                                      | 68                 | modifier les données · modifier les données |
| Saint-Sauveur-de-Meilhan         | 47277      | CA Val de Garonne Agglomération | 7,03             | 344 (2022)                                      | 49                 | modifier les données · modifier les données |
| Sainte-Bazeille                  | 47233      | CA Val de Garonne Agglomération | 20,67            | 3 183 (2022)                                    | 154                | modifier les données · modifier les données |
| Canton de Marmande-1             | 4713       |                                 |                  | 18 460 (2022)                                   |                    | modifier les données                        |

Le canton de Marmande-1 comprend :
1. neuf communes entières,
2. la partie de la commune de Marmande située à l'ouest de l'axe des voies et limites suivantes : depuis la limite territoriale de la commune de Saint-Pardoux-du-Breuil, cours de la Garonne, boulevard Richard-Cœur-de-Lion depuis l'embouchure du Trec, terrasse du Château, rue du Général-Brun, rue Léopold-Faye, rue Charles-de-Gaulle, rue du Docteur-Courret, rue du Fougard, place du Fougard, avenue Deluns-Montaud, boulevard de la Liberté, rue des Isserts, rue Anatole-France, rue de Sigalas, rue des Bouvreuils, rue de Lagassat, avenue Condorcet, chemin des Carmes, ligne droite dans le prolongement du chemin des Carmes, jusqu'à la limite territoriale de la commune de Mauvezin-sur-Gupie.

## Démographie
En 2022, le canton comptait 18 460 habitants, en évolution de −0,25 % par rapport à 2016 (Lot-et-Garonne : −0,18 %, France hors Mayotte : +2,11 %).
| 2013   | 2018   | 2022   |
| ------ | ------ | ------ |
| 18 556 | 18 312 | 18 460 |